# Nyssodrysternum freyorum
Nyssodrysternum freyorum är en skalbaggsart som först beskrevs av Gilmour 1963.  Nyssodrysternum freyorum ingår i släktet Nyssodrysternum och familjen långhorningar.
Artens utbredningsområde är Venezuela. Inga underarter finns listade i Catalogue of Life.